# Комический любовник, или Любовные затеи сэра Джона Фальстафа
«Комический любовник, или Любовные затеи сэра Джона Фальстафа» — советская комедия-фарс 1983 года. Вольная адаптация комедии Уильяма Шекспира «Виндзорские насмешницы».

## Сюжет
Англия, времена Генриха IV. Сэр Джон Фальстаф, приятель самого́ Принца Уэльского, — известный старый плут, хвастун, кутила и бабник. Однажды он пытается соблазнить сразу и жену герцога, и жену виконта.

## Актёрский состав
- Анатолий Папанов — сэр Джон Фальстаф
- Евгений Евстигнеев — герцог
- Валентина Шендрикова — герцогиня
- Борис Хмельницкий — виконт
- Марина Шиманская — виконтесса миссис Пэй
- Татьяна Васильева — служанка Иезавель
- Яна Поплавская — служанка Люси
- Игорь Ясулович — фокусник Алекс
- Александр Гловяк — слуга Фальстафа «Мотылёк»
- Людмила Солоденко — «летающая дама»
- Владимир Фёдоров — Жан-Клод
- Оскар Лийганд — гробовщик

## Съёмочная группа
- Режиссёр: Валерий Рубинчик
- Сценарист: Валерий Рубинчик
- Оператор: Евгений Анисимов
- Художник: Татьяна Морковкина
- Композиторы: Андрей Леденёв, Роман Леденёв
- Звукооператор: Виктор Морс[1]